# Lissotes latidens
Lissotes latidens là một loài bọ cánh cứng trong họ Lucanidae chỉ được tìm thấy ở khu vực trungm ở rừng Wielangta miền đông Tasmania. Nó là một trong những loài động vật hiếm nhất ở Úc.
Kể từ khi được phát hiện đầu tiên năm 1871, loài này đã được ghi nhận ở ít nhất 40 vị trí phân tán trong khu vực 280 km². Loài này có nhánh tổ tiên đã tiến hóa cùng với khủng long hơn 200 triệu năm trước.